# Mercedes-Benz L 6600
Mercedes-Benz L 5000/L 5500/L 6600 är en serie lastbilar, tillverkade av den tyska biltillverkaren Mercedes-Benz mellan 1950 och 1963.
Mercedes-Benz största lastbil efter andra världskriget, L 6600, presenterades 1950. Siffran i modellbeteckningen indikerar lastvikten i kg. Modellen var helt nykonstruerad, med en sexcylindrig radmotor av förkammartyp ur den nya OM300-seriens dieselmotorer. Den hade 8,3 liters slagvolym och gav 145 hk. Med åren tillkom även större motorer. Från 1954 kallades modellen L 315. 1956 introducerades den kraftigare L 326 med en lastkapacitet på 8 ton.
Parallellt med de största modellerna tillverkades den mindre L 5000 med en lastkapacitet på 5 ton. 1953 vidareutvecklades den till L 5500, med 500 kg högre lastvikt. Sedan Mercedes-Benz ändrat modellbeteckningarna året därpå kallades den L 325. Senare under 1950-talet tillkom varianterna L 329 och L 334 med större motorer.
Bilarna ersattes på hemmamarknaden 1959 av den nya Kurzhauber-modellen, men de fortsatte att tillverkas för export fram till 1963.